# La Magdelaine-sur-Tarn
La Magdelaine-sur-Tarn è un comune francese di 1 020 abitanti situato nel dipartimento dell'Alta Garonna nella regione dell'Occitania.

## Società

### Evoluzione demografica
Abitanti censiti

## Monumenti

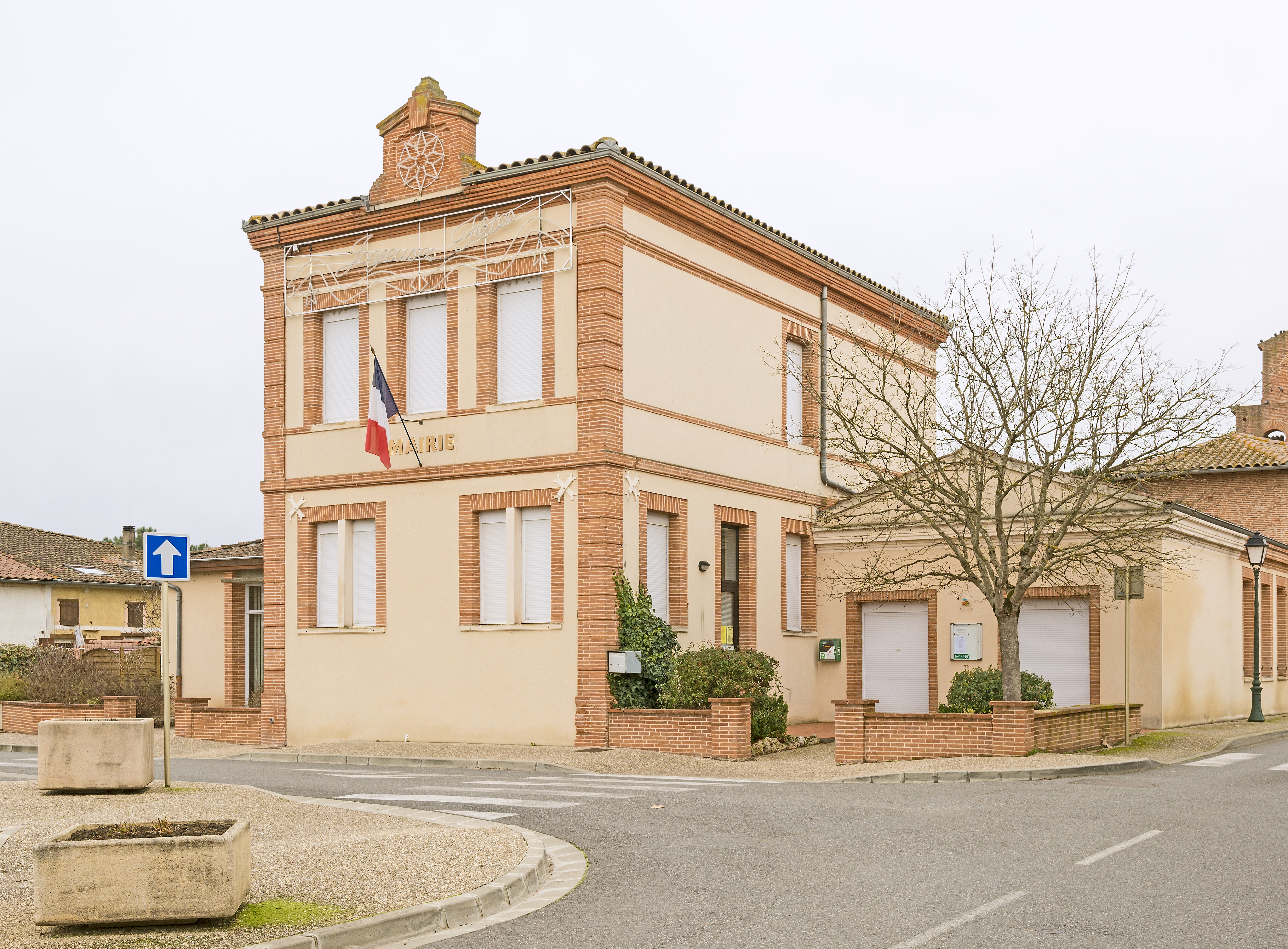
Il municipio.
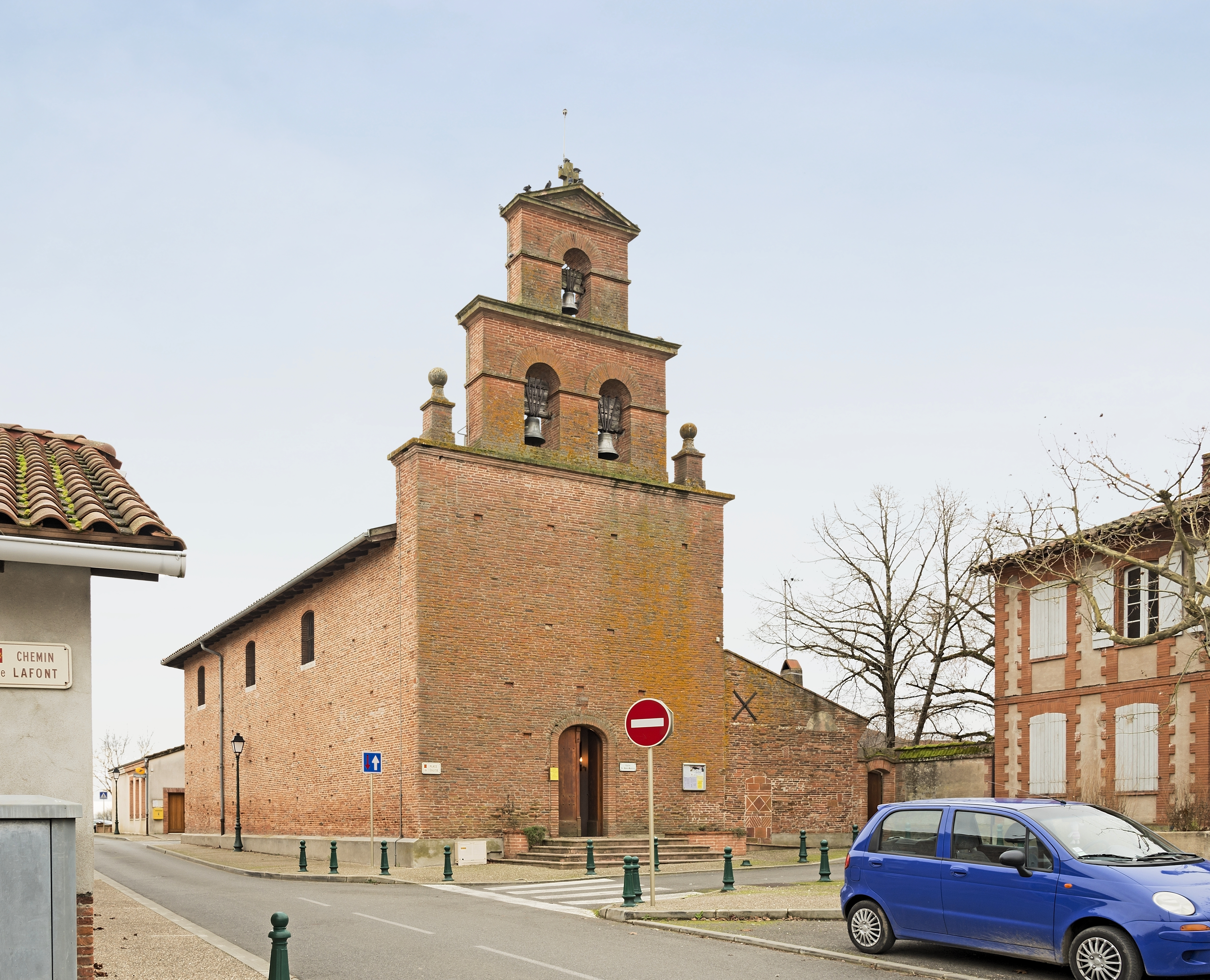
Chiesa "Sainte-Marie".
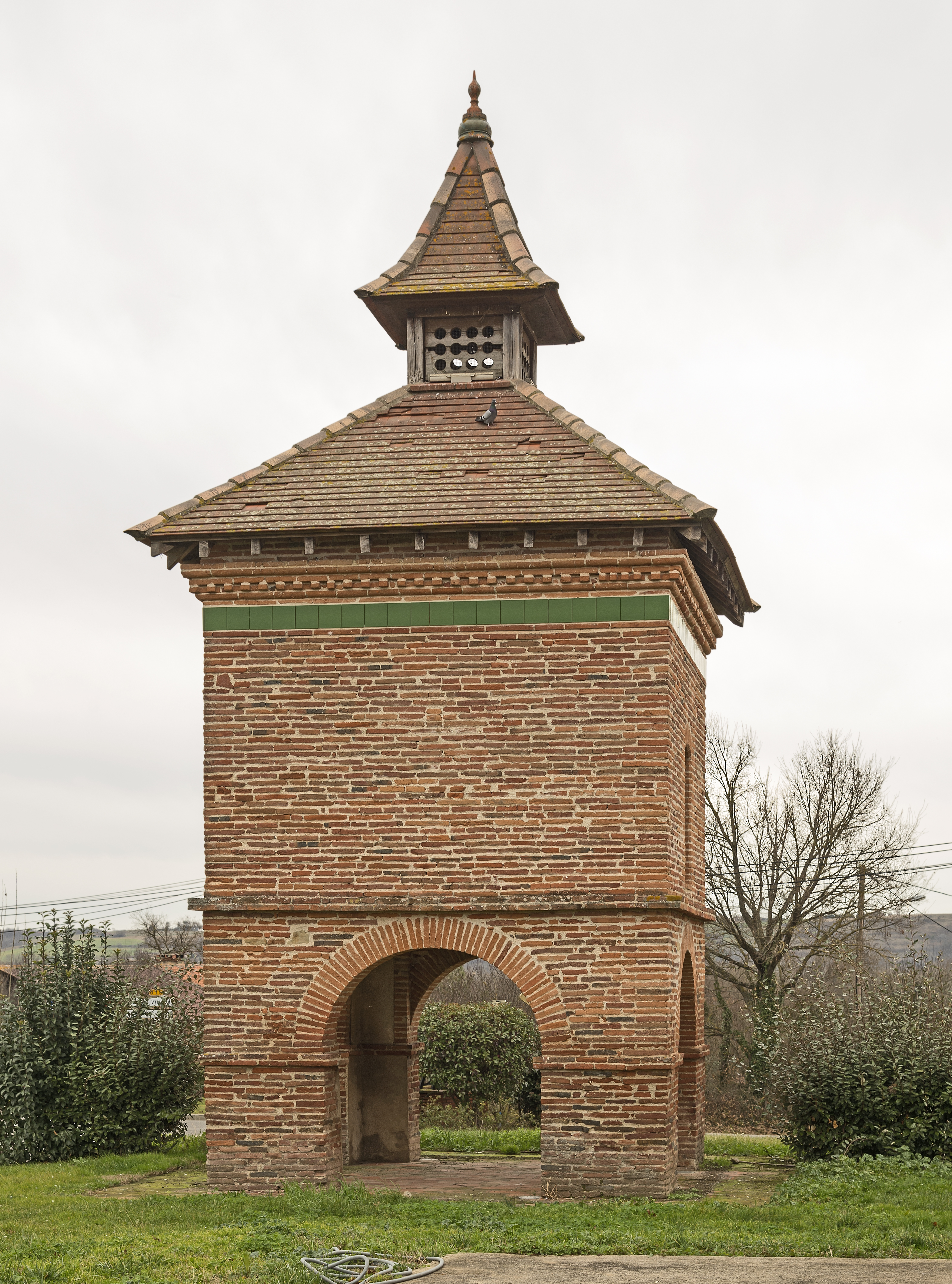
La Colombaia.